# Cầu Rama IV
Cầu Rama IV (tiếng Thái: สะพานพระราม ๔, RTGS: Saphan Phra Ram Si, phát âm [sā.pʰāːn pʰráʔ rāːm sìː]) là một cây cầu bắc qua sông Chao Phraya ở khu vực Pak Kret, tỉnh Nonthaburi, ngoại ô Băng Cốc.
Cầu Rama IV bắc qua sông Chao Phraya, kết nối phó huyện Bang Tanai và Pak Kret tại huyện Pak Kret, phía Đông Bắc tỉnh Nonthaburi. Nó không liên quan đến Đường Rama IV tại Băng Cốc ngày nay.
Cây cầu được xây dựng từ cuối năm 2003 bởi Sở Đường Nông thôn (DRR) để giảm bớt giao thông, và là một phần của Đường Chaeng Watthana (Cao tốc 304) và đường Chaiyaphruek. Tổng kinh phí xây dựng 1.511,72 triệu baht.
Công trình được hoàn thành vào cuối năm 2006. Vua Bhumibol (Rama IX) đặt tên nó là 'Rama IV' để tưởng nhớ Vua Mongkut (Rama IV). Vua Vajiralongkorn (Rama X, khi ông còn là Hoàng tử) đã cùng với vợ ông là Công chúa Srirasmi chủ trì lễ chính thức khai mạc tưởng niệm vào ngày 21 tháng 8 năm 2008.
Chùa Wat Bo và Bến thuyền Pak Kret (P33) nằm bên dưới chân cầu bên bờ Pak Kret. Trong khi Ko Kret nhỏ hơn nằm bên cánh trái cầu (bên phía Pak Kret).